# رافاييل يوريبا يوريبا
رافاييل يوريبا يوريبا (بالإسبانية: Rafael Uribe Uribe)‏ هو دبلوماسي ومحامي وصحفي وسياسي كولومبي، ولد في 12 أبريل 1859 في فالبارايسو في كولومبيا، وتوفي في 15 أكتوبر 1914 في بوغوتا في كولومبيا بسبب جرح طعني. نشط حزبياً في الحزب الليبرالي الكولومبي. وقد انتخب سفير كولومبيا.

## وصلات خارجية
- رافاييل يوريبا يوريبا على موقع الموسوعة البريطانية (الإنجليزية)